# 利府町立青山小学校
利府町立青山小学校（りふちょうりつ あおやましょうがっこう）は宮城県宮城郡利府町青山3丁目にある公立小学校。

## 沿革
- 1995年（平成7年）4月1日 - 利府町立しらかし台小学校より分離開校[1]。同日、校章制定。
- 2006年（平成18年）4月1日 - 学区再編により花園、皆の丘地区が利府町立利府小学校から変更[2]。

## 教育目標
心身ともに健康で、実践力のある心豊かな児童の育成

## 通学区域と進学先中学校
出典

### 通学区域
- 青山の大部分、花園の大部分、皆の丘

### 進学先中学校
公立学校に進学する場合
- 利府町立しらかし台中学校

## アクセス
- 宮城交通「利府青山線」で、「青山小学校前」停留所下車。

## 周辺
- 利府ゴルフ倶楽部 - 一部敷地が隣接
- 利府町立青山北公園